# (3447) Burckhalter
(3447) Burckhalter (1956 SC) est un astéroïde de la ceinture principale, découvert le 29 septembre 1956 à l'observatoire Goethe Link près de Brooklyn, dans l'Indiana. Il a une magnitude absolue de 12,6.